# ساربانقلي
ساربانقلي هي قرية في مقاطعة شبستر، إيران. عدد سكان هذه القرية هو 1,340 في سنة 2006.